# Clementino
Clemente Maccaro, conocido por su nombre artístico Clementino o por su alter ego Iena White (Avellino, Italia, 21 de diciembre de 1982) es un cantante de rap italiano.
Después de haber ganado varias competiciones de freestyle entre el 2004 y el 2006, fichó por Lynx Recors, sello con el cual en 2006 publica Napolimanicomio. En 2009 entra a formar parte de Videomind, bajo el sello Relief Records EU y con este último lanzó en 2011 el álbum I.E.N.A. En 2012 colabora con Fabri Fibrra, forma el dúo Rapstar y publica " on è gratis". En 2013, el lanzó su primer disco en solitario con el sello Mea culpa de Universal, que consiguió un cuarto lugar en las listas de álbumes italianas y fue certificado como un disco de oro. También participó en el Music Summer Festival 2013 y triunfó con el sencillo 'O vient', un disco de oro certificado por FIMI en enero de 2015.

## Discografía
- 2006 – Napolimanicomio
- 2011 – I.E.N.A.
- 2013 – Armageddon (con Dope One y O' Luwong)
- 2013 – Mea culpa
- 2015 – Miracolo!
- 2017 – Vulcano
- 2020- The voice Italy